# Gamma Monocerotis
Désignations
Gamma Monocerotis  est une étoile binaire présumée de la constellation de la Licorne. Sa magnitude apparente est de 3,98. D'après la mesure de sa parallaxe annuelle par le satellite Hipparcos, le système est situé à environ ∼ 500 a.l. (∼ 153 pc) de la Terre. Il se rapproche du Système solaire à une vitesse radiale de −5 km/s.
Sa composante visible est une étoile géante rouge de type spectral K1,5III Ba0,3, avec la notation « Ba0,3 » qui indique qu'il s'agit d'une étoile à baryum légère. Cela signifie que son spectre présente une surabondance inhabituelle en éléments issus du processus s, incluant le baryum. Ils ont probablement été apportés par un compagnon en orbite alors qu'il passait par la phase de la branche asymptotique des géantes de son évolution. Ce compagnon serait désormais devenu une naine blanche, dont on suppose ainsi la présence dans le système de Gamma Monocerotis.